# Henry C. Bates

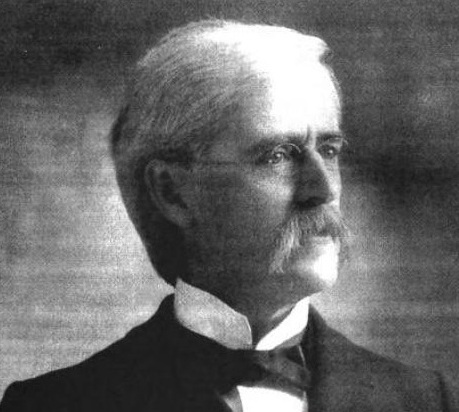
Henry Clay Bates (1887)

Henry Clay Bates (* 29. Januar 1843 in Derby Line, Vermont; † 12. März 1909 in Berkeley, Kalifornien) war ein US-amerikanischer Anwalt und Politiker, der von 1898 bis 1900 der 40. Vizegouverneur von Vermont war.

## Leben
Henry Clay Bates wurde in Derby Line, Vermont geboren. Er besuchte Schulen in Vermont und Maine und studierte Rechtswissenschaften, bevor er für den Sezessionskrieg angeworben wurde. Bates diente als Mitglied der Kompanie C im 4th Regiment Massachusetts Volunteer Heavy Artillery.
Nach dem Krieg war er aktives Mitglied der Grand Army of the Republic, einer Bruderschaftlichen Vereinigung von Veteranen des Sezessionskriegs. Bates setzte sein Jurastudium nach dem Verlassen der Armee fort. Die Zulassung als Anwalt erhielt er im Jahr 1866 und war danach in St. Johnsbury, Vermont, tätig.
Für die Vermonter Republikanische Partei war er in diversen öffentlichen Ämtern tätig. So als Superintendent of Schools in Guildhall und als Leiter der Gemeindeversammlung von St. Johnsbury. Zudem war er von 1880 bis 1882 und von 1892 bis 1894 Staatsanwalt des Caledonia Countys.
Von 1886 bis 1890 war Bates Mitglied des Senats von Vermont und hatte zudem das Amt des Senatspräsidenten inne.
Mitglied im Repräsentantenhaus von Vermont war Bates von 1896 bis 1897. Er gewann die Wahl zum Vizegouverneur im Jahr 1898 und übte dieses Amt bis 1900 aus.
Er nahm an vielen Versammlungen der Republikanischen Partei für das County und den State teil und war Delegierter auf der Nationalversammlung im Jahr 1900.
Im Jahr 1901 wurde Bates zu einem der Richter der Vereinigten Staaten für das Commonwealth der Philippinen ernannt. Dieses Amt übte er bis zu seinem Rücktritt im Jahr 1907 aus und lebte anschließend im Ruhestand in Berkeley.
Dort starb er am 12. März 1909 infolge einer Erkrankung, die er sich im Dienst auf den Philippinen zugezogen hatte. Er hinterließ Frau und einen Sohn.  Sein Grab befindet sich auf dem Smithland Cemetery in Smithland, Iowa.